# Campeonato Panamericano de Balonmano Masculino Juvenil de 2006
El V Campeonato Panamericano de Balonmano Masculino Juvenil de 2006 se disputó entre el 29 de agosto y el 2 de septiembre de 2006  en Blumenau, Brasil. y es organizado por la Federación Panamericana de Balonmano Este campeonato entregó dos plazas para el Campeonato Mundial de Balonmano Juvenil 2007

## Primera fase

### Grupo A
| Equipo   | PTS | J | G | E | P | GF | GC | DG  |
| -------- | --- | - | - | - | - | -- | -- | --- |
| Brasil   | 4   | 2 | 2 | 0 | 0 | 88 | 32 | +56 |
| Chile    | 2   | 2 | 1 | 0 | 1 | 49 | 47 | +2  |
| Paraguay | 0   | 2 | 0 | 0 | 2 | 28 | 86 | -58 |

#### Resultados
| Fecha      | Hora  | Partido³ | Partido³ | Partido³ | Resultado |
| ---------- | ----- | -------- | -------- | -------- | --------- |
| 29.08.2006 | 20:45 | Brasil   | -        | Paraguay | 55-14     |
| 30.08.2006 | 15:15 | Chile    | -        | Paraguay | 31-14     |
| 31.08.2006 | 18:45 | Brasil   | -        | Chile    | 33-18     |

### Grupo B
| Equipo               | PTS | J | G | E | P | GF  | GC | DG  |
| -------------------- | --- | - | - | - | - | --- | -- | --- |
| Argentina            | 6   | 3 | 3 | 0 | 0 | 122 | 37 | +85 |
| Uruguay              | 3   | 3 | 1 | 1 | 1 | 60  | 75 | -15 |
| República Dominicana | 3   | 3 | 1 | 1 | 1 | 56  | 88 | -32 |
| México               | 0   | 3 | 0 | 0 | 3 | 56  | 94 | -38 |

#### Resultados
| Fecha      | Hora  | Partido³             | Partido³ | Partido³             | Resultado |
| ---------- | ----- | -------------------- | -------- | -------------------- | --------- |
| 29.08.2006 | 14:45 | Uruguay              | -        | México               | 27-23     |
| 29.08.2006 | 16:30 | Argentina            | -        | República Dominicana | 48-11     |
| 30.08.2006 | 17:00 | Uruguay              | -        | República Dominicana | 19-19     |
| 30.08.2006 | 18:45 | Argentina            | -        | México               | 41-12     |
| 31.08.2006 | 15:15 | República Dominicana | -        | México               | 26-21     |
| 31.08.2006 | 17:00 | Argentina            | -        | Uruguay              | 33-14     |

### 5º al 7º puesto
| Fecha     | Hora² | Partido¹ | Partido¹ | Partido¹ | Resultado |
| --------- | ----- | -------- | -------- | -------- | --------- |
| 1.09.2006 | 16:45 | México   | -        | Paraguay | 28-19     |

### 5º/6º puesto
| Fecha     | Hora² | Partido¹             | Partido¹ | Partido¹ | Resultado |
| --------- | ----- | -------------------- | -------- | -------- | --------- |
| 2.09.2006 | 15:00 | República Dominicana | -        | México   | 29-18     |

## Fase final

### Semifinales
| Fecha     | Hora  | Partido³  | Partido³ | Partido³ | Resultado |
| --------- | ----- | --------- | -------- | -------- | --------- |
| 1.09.2006 | 17:00 | Argentina | -        | Chile    | 31-15     |
| 1.09.2006 | 18:45 | Brasil    | -        | Uruguay  | 32-11     |

### 3º/4º puesto
| Fecha     | Hora² | Partido¹ | Partido¹ | Partido¹ | Resultado |
| --------- | ----- | -------- | -------- | -------- | --------- |
| 2.09.2006 | 17:15 | Chile    | -        | Uruguay  | 26-19     |

### Final
| Fecha     | Hora² | Partido¹  | Partido¹ | Partido¹ | Resultado |
| --------- | ----- | --------- | -------- | -------- | --------- |
| 2.09.2006 | 18:45 | Argentina | -        | Brasil   | 26-25     |

| Argentina           |
| Campeón             |
| Argentina 3° título |

### Clasificación general
| Argentina               |
| Brasil                  |
| Chile                   |
| 4. Uruguay              |
| 5. República Dominicana |
| 6. México               |
| 7. Paraguay             |

## Clasificados al Mundial 2007
| Bandera de Argentina | Bandera de Brasil |
| Argentina            | Brasil            |
| -------------------- | ----------------- |